# Nathy Peluso
Natalia Beatriz Dora Peluso, més coneguda com a Nathy Peluso   (Luján, 12 de gener de 1995), és una cantant argentina.

## Biografia
Natalia Beatriz Dora Peluso és filla d'un psicòleg i d'una professora d'anglès argentins. L'any 2004 van anar a viure a Espanya amb la seva germana. Va ser ballarina durant nou anys i va formar-se com a gimnasta federada. Va estudiar comunicació i publicitat a Múrcia. També cursà a Madrid un grau de teatre, a la Universitat Rey Juan Carlos, on s'especialitzà en pedagogia de les arts visuals i la dansa. A 16 anys, actuà en hotels i restaurants de Torrevella interpretant temes clàssics de Frank Sinatra, Etta James, Nina Simone. Des de petita, Nathy escoltava música a casa i afirmà que se sent molt identificada amb aquests estils. Després d'actuar com a cantant, va formar part d'un cor durant vuit anys i va començar a penjar versions clàssiques a YouTube, interpretades en solitari. Abans de ser cantant, Nathy va tenir diferents feines. Quan va arribar a Madrid es va dedicar a l'hostaleria i també va estar en algunes cadenes de producció. També va treballar muntant caixes de cartró en una fàbrica. A més a més va ser cambrera del VIPS, de la pizzeria Domino's Pizza i en altres llocs servint paelles.

## Estil musical
Nathy Peluso no segueix les normes establertes; passa d'un estil musical a un altre de manera fluida. Encara que el seu referent sigui el swing, Peluso passa del blues al rap, i de la salsa al jazz. Usa un accent curiós, pronuncia les "ces" amb accent argentí però té pinzellades colombianes i cubanes, fins i tot, a vegades parla com si fos de Múrcia. Això és degut al fet que sempre ha estat relacionada amb moltes persones llatines. Quan estudiava teatre estava de les 8 h a les 22 h amb professors i alumnes cubans, dominicans i colombians. Ella afirma que tenen un accent que quan se t'enganxa, ja el tens per sempre.

## Discografia
El 2017 va publicar el seu primer àlbum, Esmeralda, i el 6 d'abril de 2018 va publicar el segon, La sandunguera, de jazz llatí, el qual ha connectat amb el públic del trap.

### La sandunguera
La sandunguera és un disc que explora diverses emocions. La cançó «Estoy triste» ens mostra els sentiments de ràbia i tristesa amb un videoclip on aquests hi són representats. «Gimme some pizza» gira al voltant de la ironia, el sexe, la passió i la idea que el menjar és un dels grans plaers de la vida amb una composició d'una sola frase. La cançó «La passione» és el sentiment de l'amor amb la passió portada a l'extrem. «My time planteja en què podem gastar el nostre temps, ja que passa tan de pressa. «La sandunger»", el títol que també dona nom a l'àlbum, representa l'alegria, el gaudi, la diversió, la festa i la família. Nathy ha volgut fer que aquesta cançó sigui un agraïment a tot el que té. Per acabar, «Hot butter» explora la idea de riure del malbaratament, i de com formem part d'una societat en la qual tothom vol mostrar el que té.